# Eckolstädt
Eckolstädt ist ein Ortsteil der Stadt und Landgemeinde Bad Sulza im Landkreis Weimarer Land in Thüringen.

## Lage
Eckolstädt liegt auf der Ilm-Saale-Platte. Die Muschelkalk - verwitterungsböden sind meist überlösst und daher sehr fruchtbar. Ein eingeschnittenes Tal, an dessen Anfang das Dorf liegt, führt in östlicher Richtung zur Saale. Südöstlich von Eckolstädt befindet sich das Naturschutzgebiet Lohholz, mit dem ebenfalls zur Saale führenden Hirschrodaer Grund.
Die Landesstraße 1059 von Apolda kommend nach Camburg führt durch das Dorf. Richtung Dornburg/Saale zweigt die Landesstraße 2160 über Kösnitz ab.
Die Buslinie 282 der PVG Weimarer Land verbindet den Ort mit Camburg bzw. Apolda.

## Geschichte

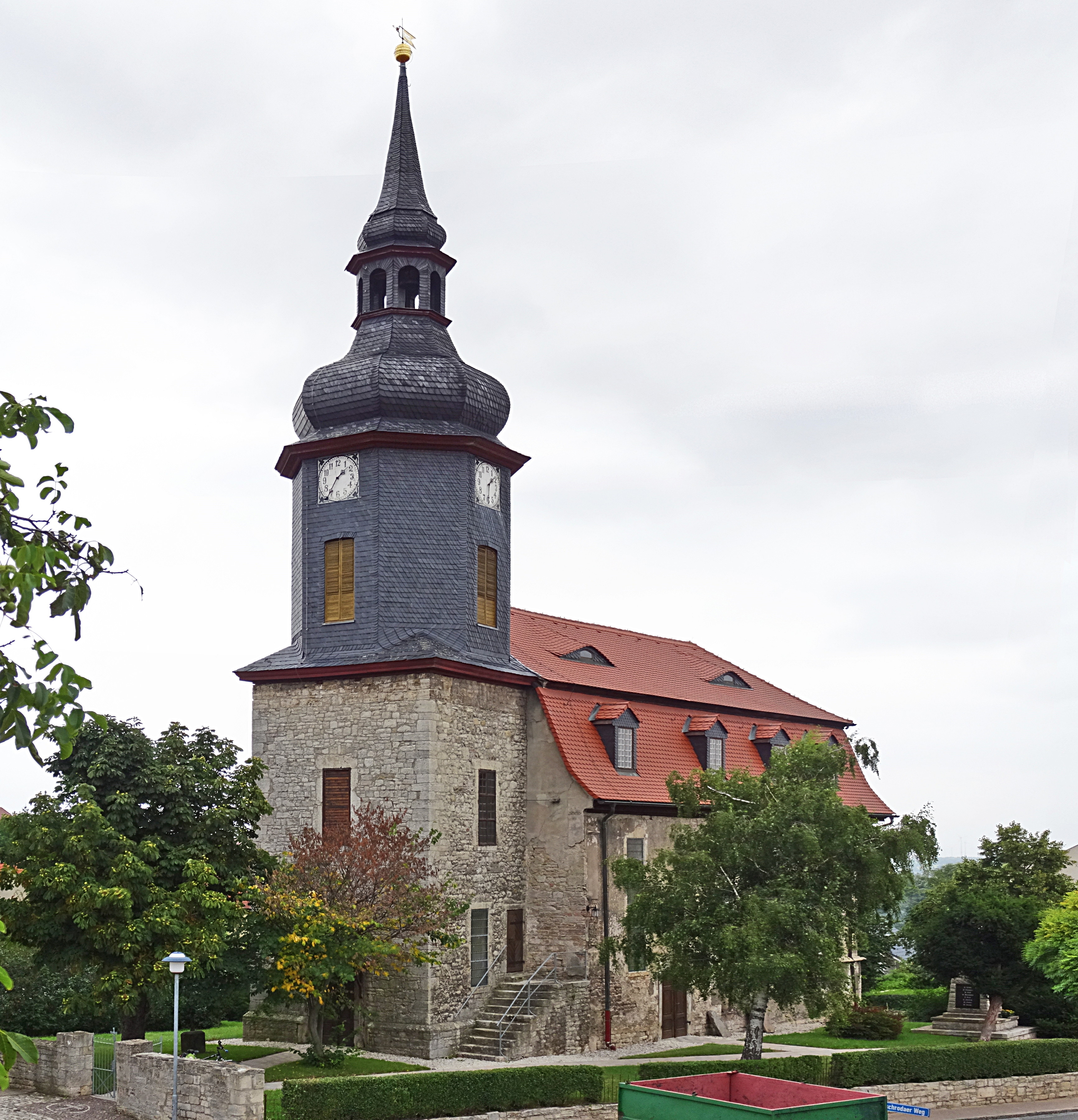
Kirche in Eckolstädt (2021)

Eckolstädt (Eggoluestat) findet erstmals 976 in einer Urkunde Kaiser Ottos II. Erwähnung. Das Dorf mit zwei Ortskernen war und ist landwirtschaftlich geprägt. Der Ort gehörte zum wettinischen Amt Camburg, welches aufgrund mehrerer Teilungen im Lauf seines Bestehens unter der Hoheit verschiedener Ernestinischer Herzogtümer stand. 1826 kam Eckolstädt als Teil der Exklave Camburg vom Herzogtum Sachsen-Gotha-Altenburg zum Herzogtum Sachsen-Meiningen. Von 1922 bis 1939 gehörte der Ort zur Kreisabteilung Camburg.
Innerhalb der Ortsflur liegt die Wüstung Obergosserstädt. Infolge des Dreißigjährigen Krieges siedelten die Einwohner dieses Dorfes nach Eckolstädt um, sodass die beiden Ortskerne Ober- und Niedereckolstädt durch Bebauung miteinander verbunden wurden. Am äußersten Rand der Hochfläche, nach Hirschroda zu, liegt außerdem die Wüstung Warsenrode.
Wie ganz Thüringen wurde auch Eckolstädt in der ersten Aprilhälfte 1945 von US-Armee besetzt und Anfang Juli vertragsgemäß an die Rote Armee übergeben. So wurde es Teil der SBZ und 1949 der DDR. Die Landwirtschaft wurde ab 1952 kollektiviert.
17. Juni 1953: Im Dorf gab es zahlreiche Großbauern, auf die erheblicher wirtschaftlicher und politischer Druck ausgeübt wurde. Anfang Juni 1953 kam es zu Verhaftungen. Der Pfarrer der Gemeinde, Edgar Mitzenheim (Bruder des Landesbischofs Moritz Mitzenheim), berief am 13. Juni 1953 eine Einwohnerversammlung ein, welche eine Entschließung verabschiedete. Nach Rückkehr aus West-Berlin sollten die nach dort – aus Furcht vor Verhaftung – geflohenen Bauern ihre Höfe wiedererhalten, der Bürgermeister sollte abgesetzt, die Gemeindevertretung neu gewählt und das nicht zu bewältigende Ablieferungssoll gesenkt werden. Mitzenheim fuhr am 14. Juni nach West-Berlin in das Notaufnahmelager, um die geflohenen Bauern zur Rückkehr zu bewegen. Am 17. Juni kam es zu Auseinandersetzungen mit SED-Funktionären aus Apolda. In der Nacht zum 18. Juni wurden Mitzenheim und drei Bauern von schwer bewaffneten Sicherheitsorganen verhaftet. Inzwischen war auch im Kreis Apolda der Ausnahmezustand durch die Besatzungsmacht ausgerufen worden. Nach Protesten gegen die Verhaftungen erschien die Volkspolizei in Begleitung von sowjetischen Panzern wieder, letztere umstellten über Wochen das Dorf. Der Pfarrer wurde im Juli 1953 in einem Schauprozess in Erfurt zu 6 Jahren Zuchthaus verurteilt, von denen er drei absitzen musste. Er musste sich verpflichten, nicht wieder nach Eckolstädt zurückzukehren. Er erhielt eine Pfarrstelle in Bienstädt. 1959 reiste er nach Westdeutschland aus.
Ein 120 Hektar großer ehemaliger Flugabwehrraketen-Stützpunkt der NVA von 1985 wurde nach der Wende zum Gewerbegebiet für 12 Betriebe umgewandelt.
Auf der Eckolstädter Höhe von 294 Meter über NN sind 20 Windkraftanlagen errichtet worden, die weithin das Landschaftsbild beherrschen. In jüngerer Zeit wurde ein Neubaugebiet für Wohnheime erschlossen und bebaut.

## Sehenswürdigkeiten
- Dorfkirche: Teile der Kirche stammen noch aus dem 11./12. Jahrhundert. An der Nordseite fand man bei Sanierungsarbeiten 1994/95 den alten Eingang und zwei romanische Rundbogenfenster. Um 1348 wurde die Kirche mit dem gotischen Chor nach Osten erweitert. 1736 wurde der Westturm mit geschweifter Haube errichtet. Immer wieder kam es zu Bränden. Vom Wiederaufbau 1808–1810 stammt die klassizistische Ausstattung. Die Innenausmalung ist von 1905 und wurde 1994–1997 erneuert. Die dreigeschossigen Emporen reichen bis unter das hölzerne Tonnengewölbe. die Orgel stammt von 1817. Eine hölzerne Gedenktafel für die im Zweiten Weltkrieg gefallenen Soldaten aus dem Ort wurde von einem früheren Eckolstädter gestiftet. Die Kirche ist (2012) saniert, bis auf den Putz am Kirchenschiff.
- Glockenhaus: im 19. Jahrhundert errichtet, da bei den zahlreichen Bränden die Glocken im Kirchturm immer wieder zerstört worden waren.
- Kriegerdenkmal vor der Südseite der Kirche für die im Ersten Weltkrieg Gefallenen. Die Namen sind nicht mehr erkennbar, das Denkmal ist insgesamt sanierungsbedürftig.
- Pfarrhaus: nicht mehr als solches genutzt
- Stattliche Gehöfte früher wohlhabender Bauern

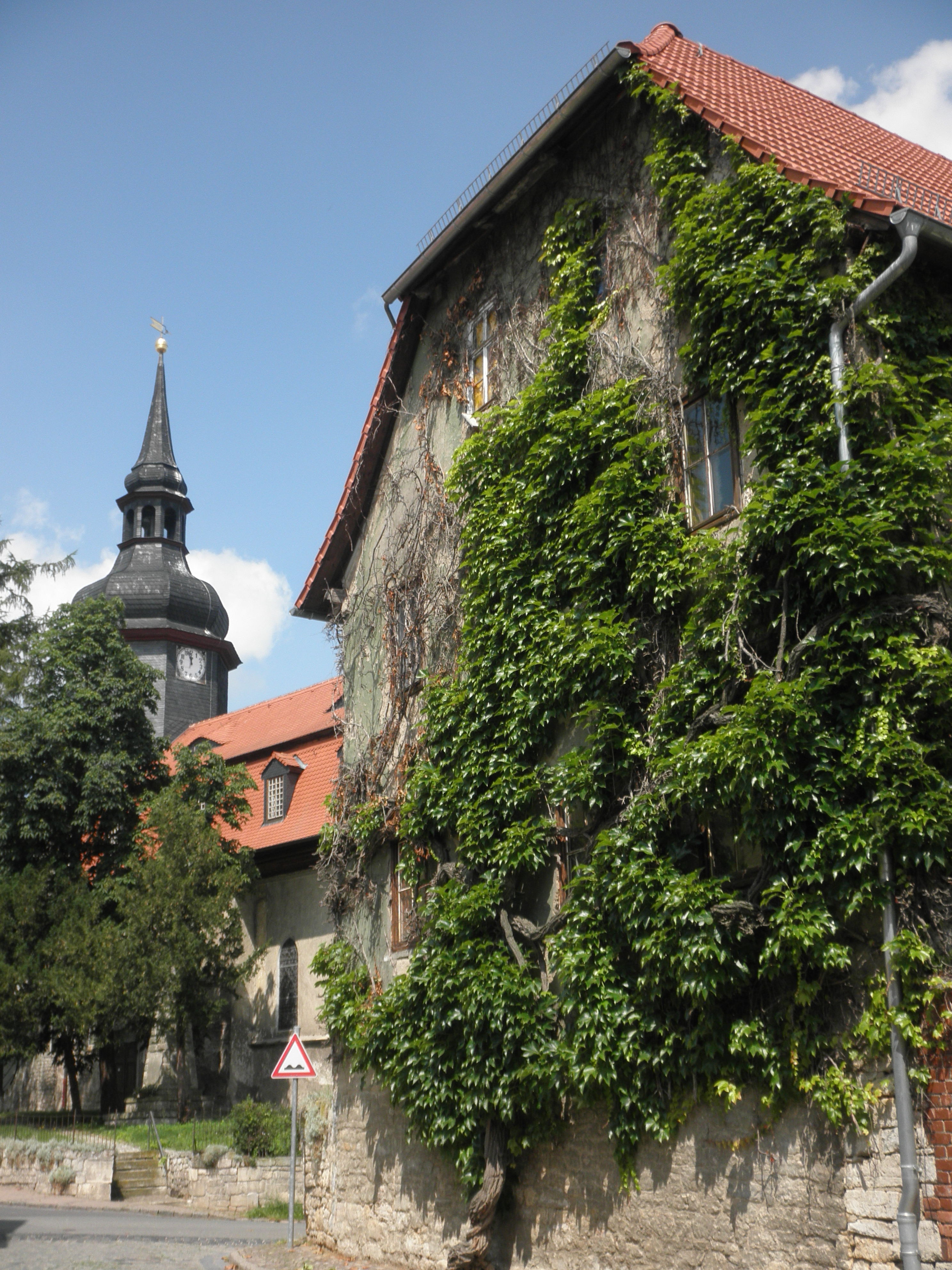
Kirche und Pfarrhaus in Eckolstädt
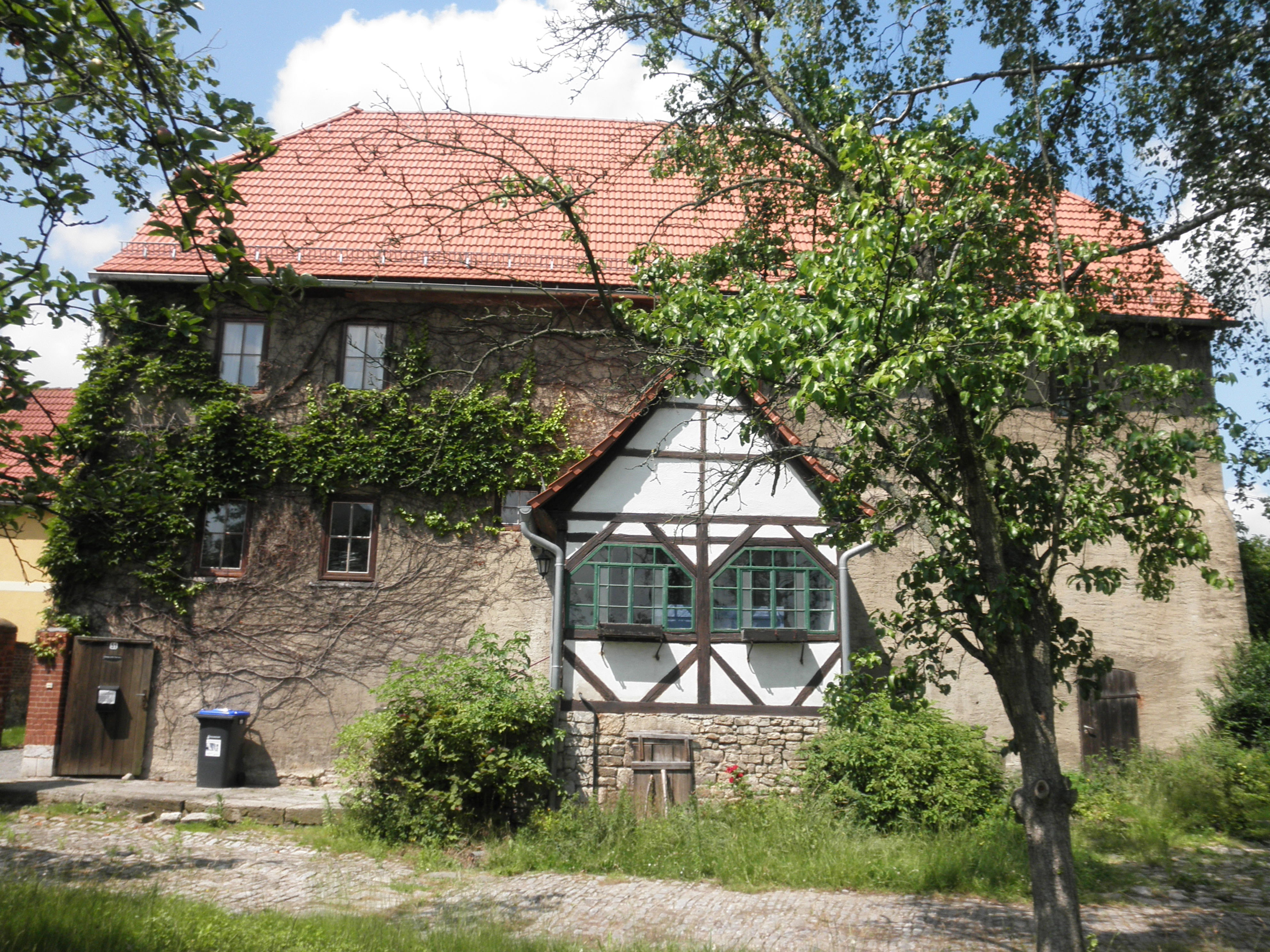
Pfarrhaus (Gartenseite) in Eckolstädt
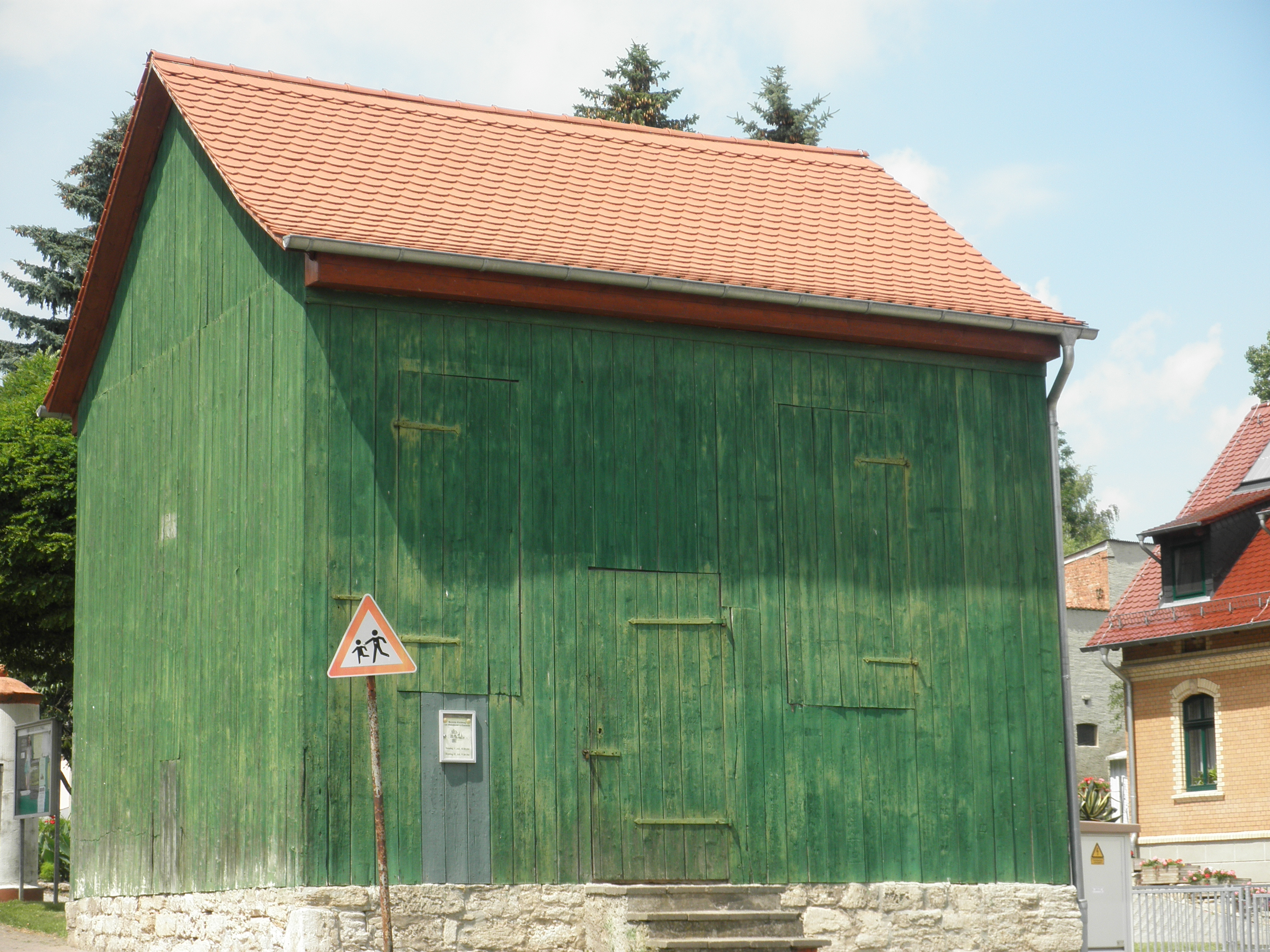
Glockenhaus in Eckolstädt
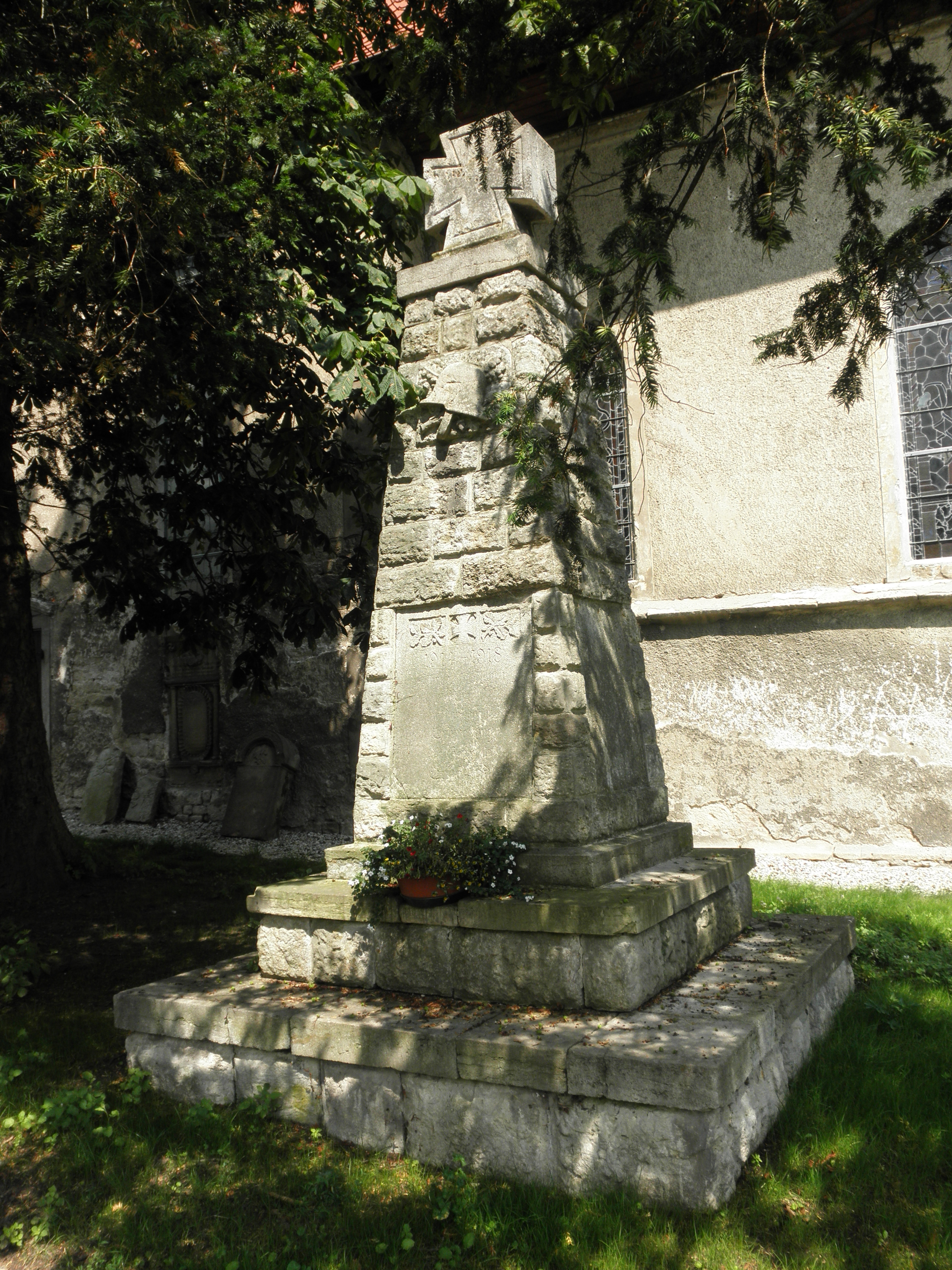
Kriegerdenkmal in Eckolstädt (1914–1918)